# João Alfredo
João Alfredo là một đô thị thuộc bang Pernambuco, Brasil. Đô thị này có diện tích 150,22 km², dân số năm 2007 là 27023 người, mật độ 179,89 người/km².